# Одрина (Брянская область)
О́дрина (Одрино, Одринское) — село в Карачевском районе Брянской области, в составе Карачевского городского поселения.
Расположено в 8 км к северо-востоку от Карачева. Население — 90 человек (2010).
Имеется отделение связи. В 8 км к юго-востоку — железнодорожная станция Одринская Хотынецкого р-на Орловской области на линии Орёл — Брянск.

## История
Упоминается с XVII века как слобода при Николо-Одринском мужском монастыре (закрыт в 1924, возобновлён как женский в 1995, ныне действующий). Приход села упоминается с конца XVIII века; последнее здание храма Святителя Николая было сооружено в 1852 году (не сохранился).
До 1929 года входило в Карачевский уезд (с 1861 — в составе Девятидубской волости, с 1890 в Драгунской волости, с 1925 в Карачевской волости).
В XVIII—XIX вв. в селе проводились ежегодные ярмарки. В 1874 при монастыре было открыто училище для мальчиков; в селе с 1900 работала церковно-приходская школа.
С 1929 года в Карачевском районе. До 1960 года являлось центром Одринского сельсовета; в 1960—1965 в Новгородском, в 1965—2005 в Мальтинском сельсовете. 
 В 1964 году в состав села были включены деревни Ильянка (1-я и 2-я) и Коротеевка.
| Годы      | 1866 | 1887 | 1897 | 1926 | 1979 | 1989 | 2002 | 2010 |
| --------- | ---- | ---- | ---- | ---- | ---- | ---- | ---- | ---- |
| Население | 514  | 605  | 612  | 964  | 253  | 132  | 207  | 90   |